# Cronbachs alfa

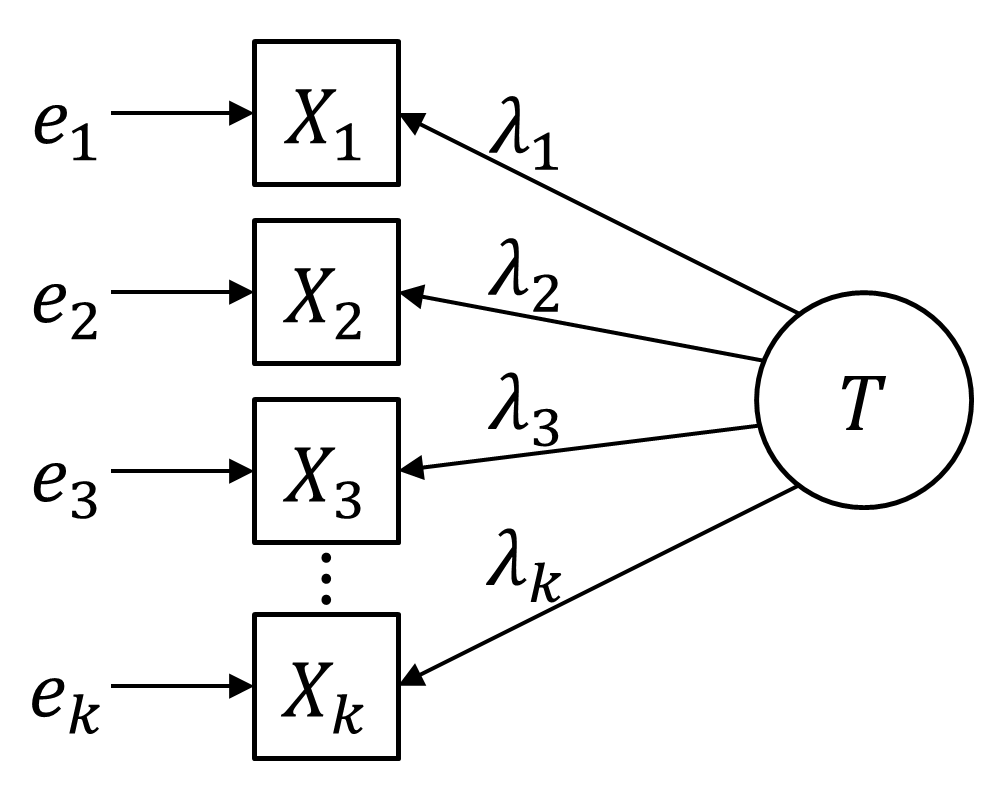
A tau-equivalent measurement model is a special case of a congeneric measurement model, hereby assuming all factor loadings to be the same, i.e.

Cronbachs alfa (α) (engelska: Cronbach's alpha), är ett statistiskt mått på den interna konsistensen hos ett test, beskrivet som ett tal mellan 0 och 1. Intern konsistens avser hur väl olika delar av ett test mäter samma bakomliggande koncept. En enkätundersökning kan tänkas innehålla ett antal olika frågor för att mäta ett personlighetsdrag hos deltagarna. Om de olika frågorna mäter samma personlighetsdrag så bör svaren korrelera med varandra, och värdet på Cronbachs alfa stiger.

## Historia
Cronbachs alfa introducerades 1951 av den amerikanska psykologen Lee Cronbach, som en vidareutveckling av Kuder–Richardsons 20-formel (KR-20).

## Beräkning
Alfakoefficienten beräknas enligt formeln:
{\displaystyle \alpha ={\frac {K}{K-1}}\left(1-{\frac {\sum \sigma _{k}^{2}{}}{\sigma _{total}^{2}}}\right)}
, där {\displaystyle K} är antalet testföremål, {\displaystyle \sum \sigma _{k}^{2}} är summan av variansen för föremål k och {\displaystyle \sigma _{total}^{2}} är variansen för den totala mätningen.